# Redwood Shores

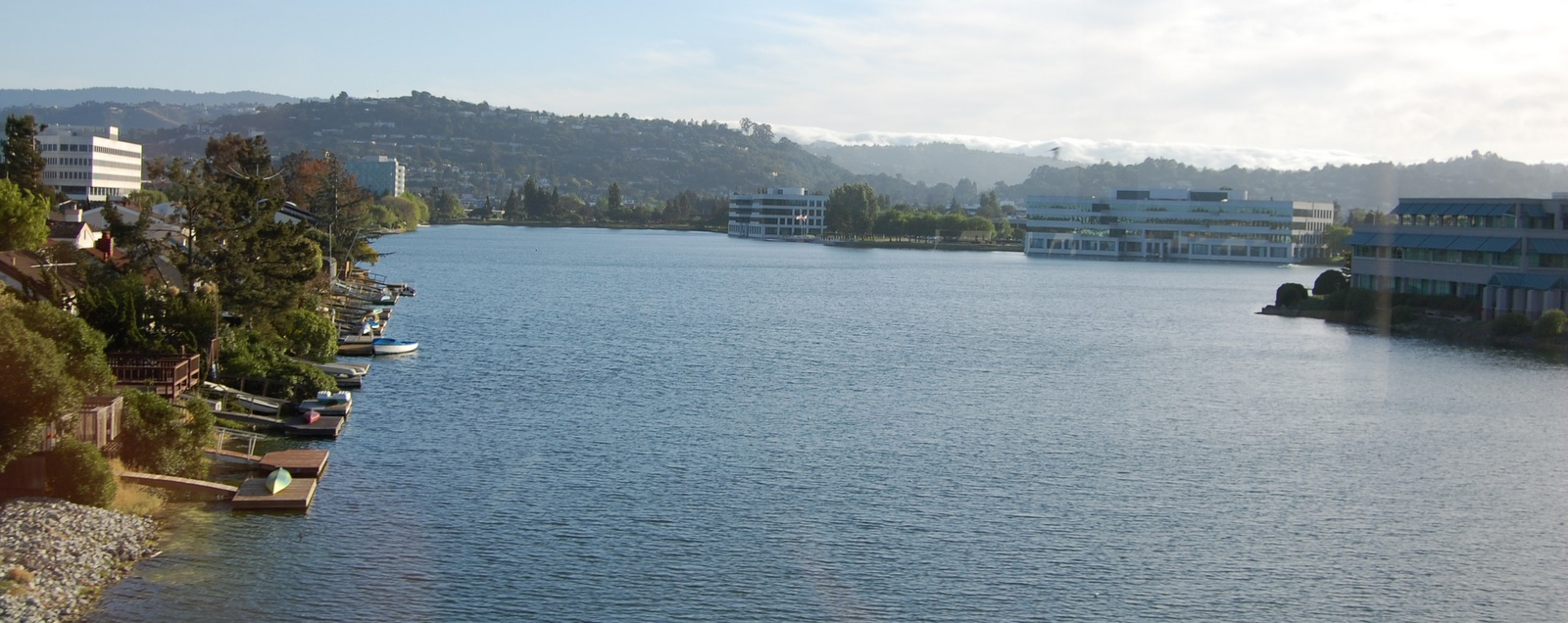
Redwood Shores

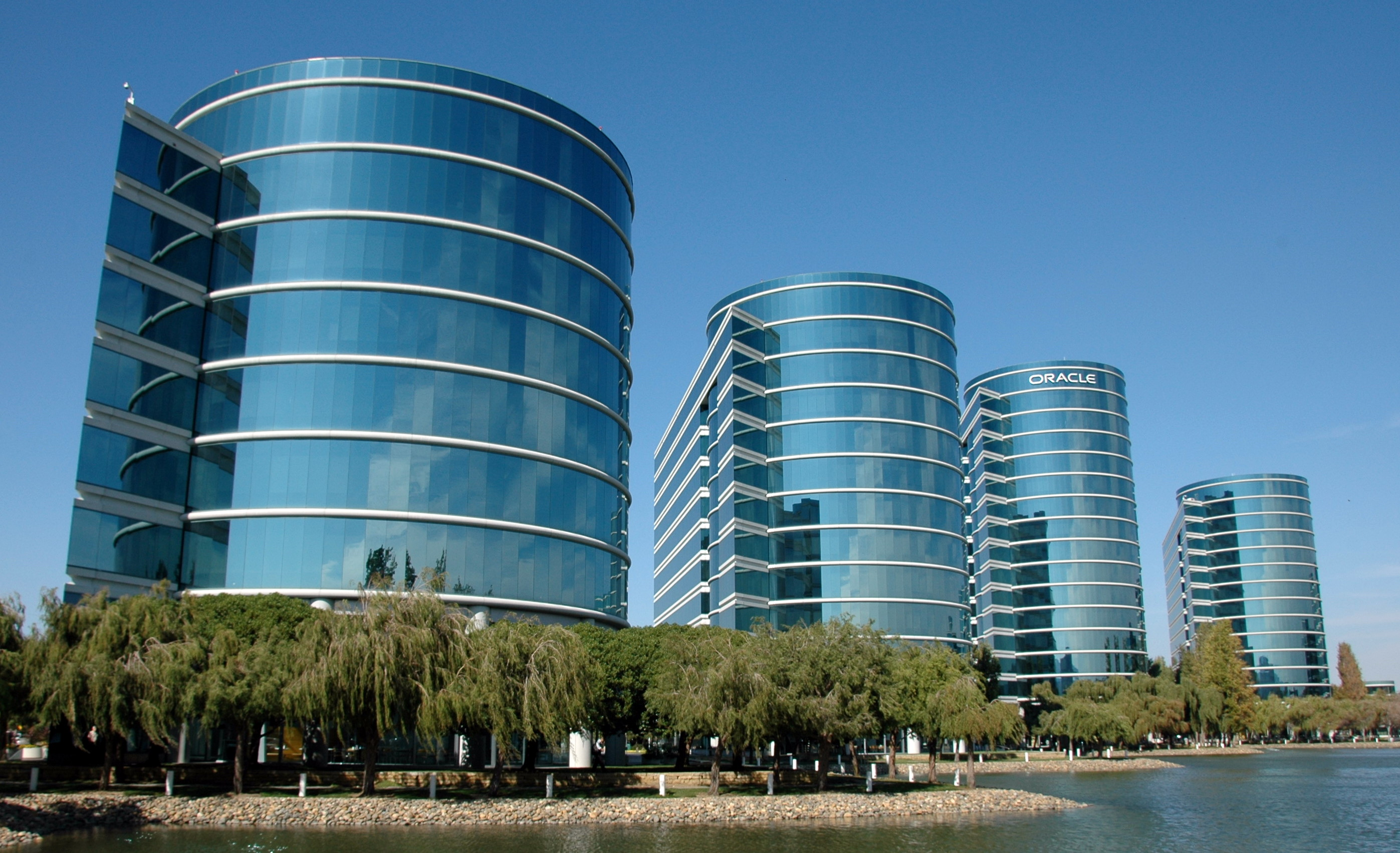
Ehemalige Oracle-Zentrale in Redwood Shores

Redwood Shores ist ein Stadtteil der US-amerikanischen Stadt Redwood City.
Redwood Shores wurde in den 1960er Jahren auf aufgefülltem Marschland in der San Francisco Bay errichtet und besteht hauptsächlich aus Wohngebieten. Im Süden befindet sich der kleine Flughafen von San Carlos.
Von den 1960er bis in die 1980er Jahre war Redwood Shores Sitz der Marine World Afrika USA, wo unter anderem auch die Außenaufnahmen zur Fernsehserie Daktari gedreht wurden. Nachdem Marine World 1986 nach Vallejo umzog, errichtete die Oracle Corporation auf dem Gelände ihren Unternehmenssitz. Außerdem ist Redwood Shores auch Sitz von Electronic Arts und der Provident Credit Union.
In den letzten Jahren haben sich weiterhin viele Private-Equity- und Venture-Capital-Unternehmen niedergelassen. Darunter die Government of Singapore Investment Corporation aus Singapur und die Unternehmen EDB (Economic Development Board) und TIF, ebenso wie die Venture-Capital-Unternehmen Gabriel Venture Partner, Rustic Canyon Partners und Woodside Fund.